# Нервюрне склепіння

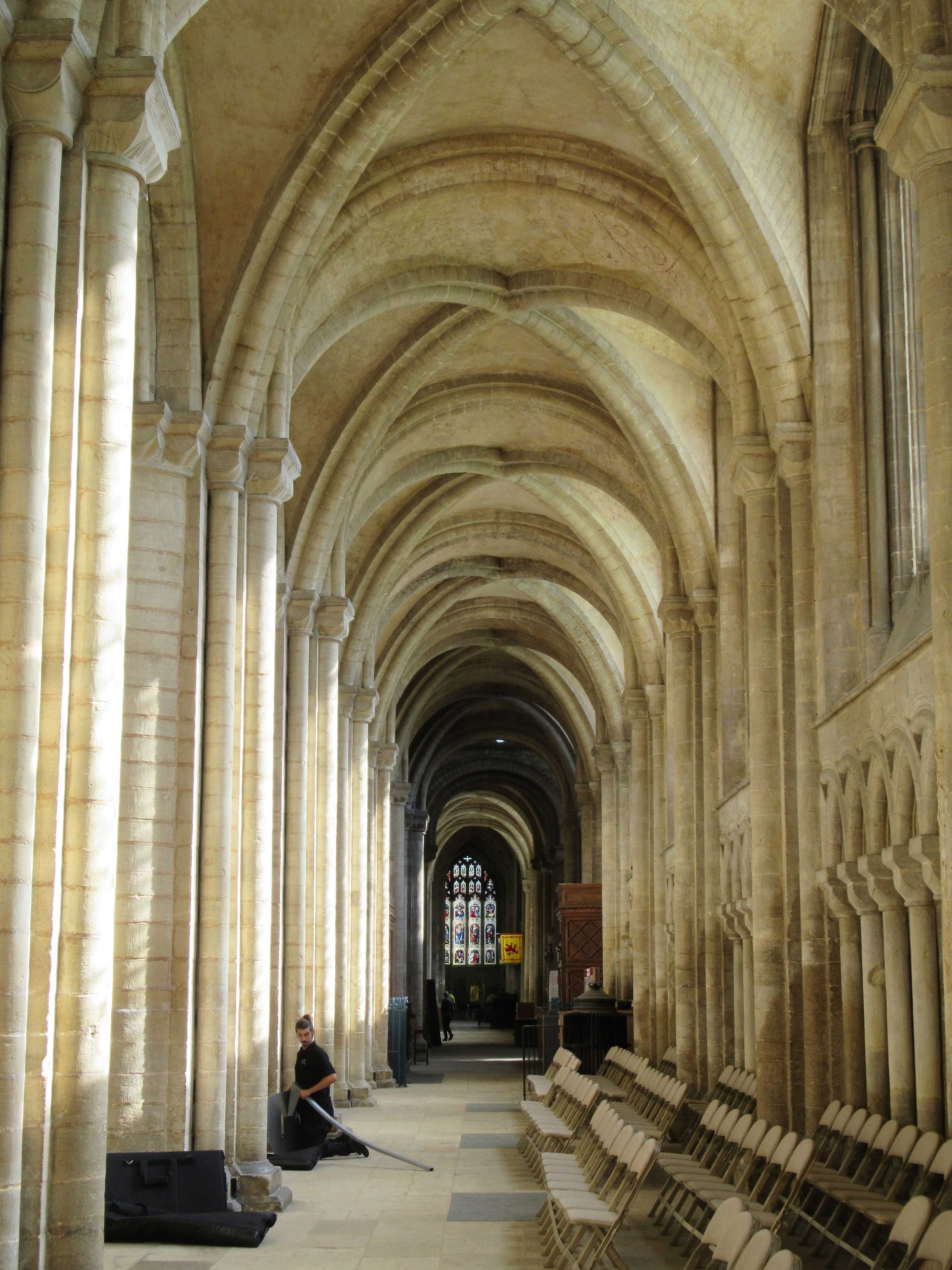
Романські нервюрні склепіння, собор Пітерборо (початок 1118 р.), південна нава

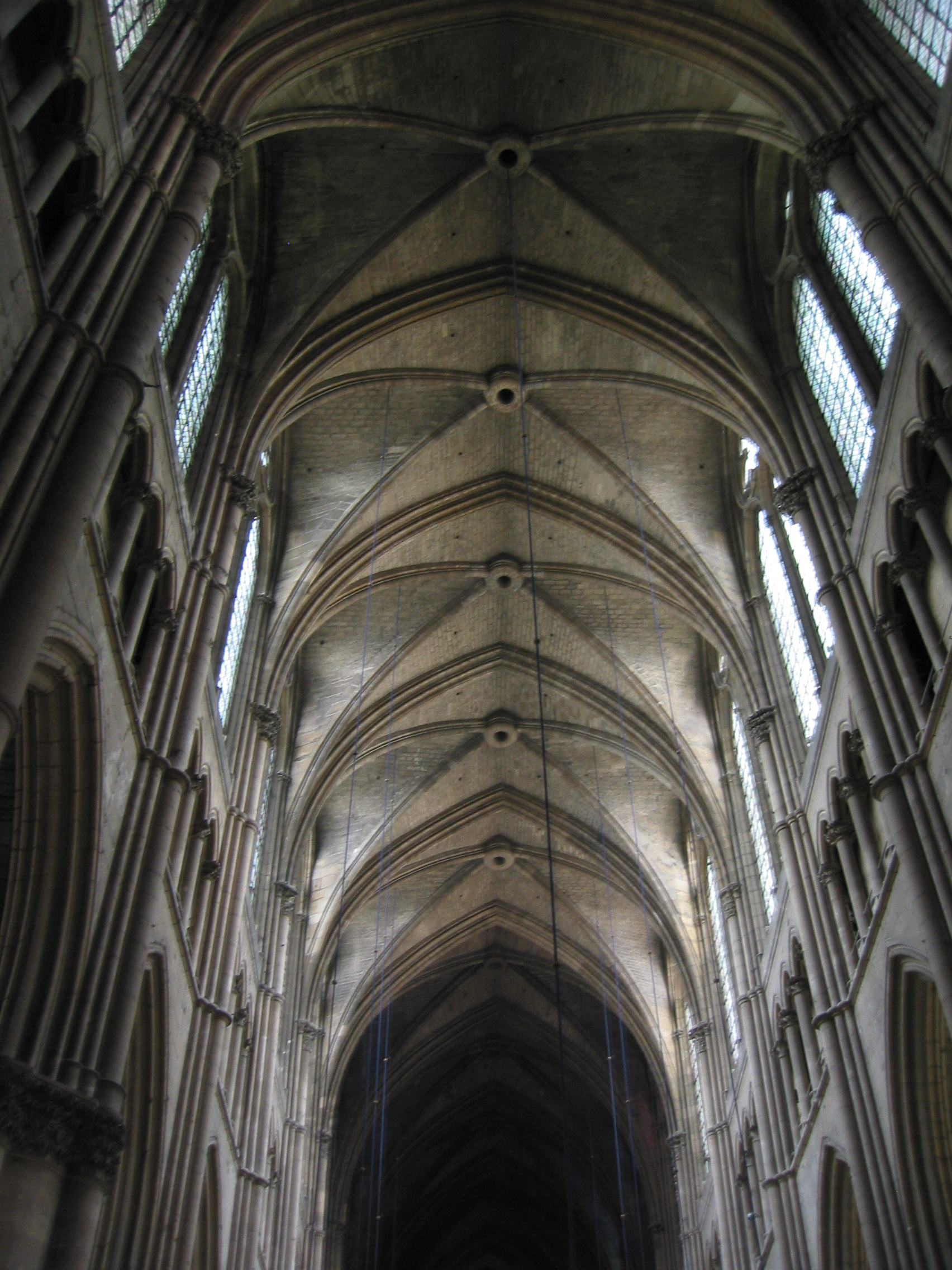
Готичні нервюрні склепіння, нава Реймського собору (початок 1221 р.).

Нервюрне склепіння або ребристе склепіння — архітектурний елемент для перекриття широкого простору, такого як церковна нава, що складається з каркасу з перехрещених по діагоналі аркових нервюр. Варіації використовувалися в римській архітектурі, візантійській архітектурі, ісламській архітектурі, романській архітектурі і особливо в готичній архітектурі. Тонкі кам'яні панелі заповнюють простір між ребрами. Це значно зменшило вагу і, отже, зовнішню тягу склепіння. Ребра передають навантаження вниз і назовні до певних точок, як правило, рядів колон або опор. Ця особливість дозволяла архітекторам готичних соборів робити вищі та тонші стіни та набагато більші вікна.
Це тип дугоподібного або арочного склепіння, в якому ряди або панелі в нижній частині склепіння відокремлені одна від одної ребрами, які приховують паховини або точки перетину панелей. Нервюрне склепіння, як і хрестове склепіння, утворюються з двох або трьох пересічних бочкоподібних склепінь; нервюри приховують з'єднання склепінь.
Найдавніший збережений зразок нервюрного склепіння в ісламській архітектурі зберігся у Великій мечеті Кордови в Аль-Андалусі, що на століття передує найдавнішим романським зразкам. Альтернативою бочкоподібним «циліндричним склепінням» у нефах романських церков стали реброві склепіння в ранній готичній архітектурі XII століття, які почали використовуватись у склепіннях із загостреними арками, вже відомих у романському стилі. У цих склепіннях, як і в хрестових склепіннях, вага була спрямована на кути, де опори, колони або стіни могли її підтримувати. Стіни в готичних будівлях часто підтримувались виносними опорами — аркбутанами. Ці елементи дозволили побудувати будівлі зі значно вищими та тоншими стінами, ніж раніше, з величезними еркерами та більшими вітражами, які наповнювали конструкцію світлом.
Хрестові склепіння побудовані з вузьких дугоподібних нервюр, які по діагоналі перетинають площу, яку потрібно охопити. Ряди можуть бути заповнені невеликими шматками кладки, усуваючи більшу частину масивної ваги бочкоподібних склепінь. Ці нервюрні склепіння також могли більш ефективно охоплювати великі прямокутні площі. Завдяки загостреній арці, яка використовується в готичній архітектурі, будівельники могли піднімати або опускати арки, щоб вони мали однакову висоту для короткого або довгого прольоту, чого неможливо з круглими арками. Загострені арки також полегшили будівництво двох пересічних склепінь однакової висоти, але різної ширини.

## Рання історія
Римляни використовували ранню версію нервюрного склепіння для посилення хрестових склепінь. У цих римських склепіннях цегляні ребра були вбудовані в бетон склепіння. Це відрізнялося від пізніших готичних склепінь, де нервюри були відокремлені від заповненних пізніше просторів між ними, що надавало готичним склепінням гнучкості та, отже, більшої міцності. Римляни також використовували ці вбудовані ребра, приховані в конструкції, для зміцнення бетонної поверхні куполів, таких як Пантеон.

Нервюрні склепіння не були поширеними у кам'яних будівлях у візантійській архітектурі, але чотири ребристі склепіння були побудовані монастирем Хосіос Лукас у візантійській Греції після 1000 року нашої ери, а в нині зруйнованому місті Чанлі Кілісе у візантійській Каппадокії кілька склепінь у середньовічних церквах оснащено ребрами. Кілька інших нервюрних склепінь було побудовано в Греції під час Франкократії після Четвертого хрестового походу. Неребристі склепіння були відомі також в лангобардській, вірменській, перській та ісламській архітектурі.

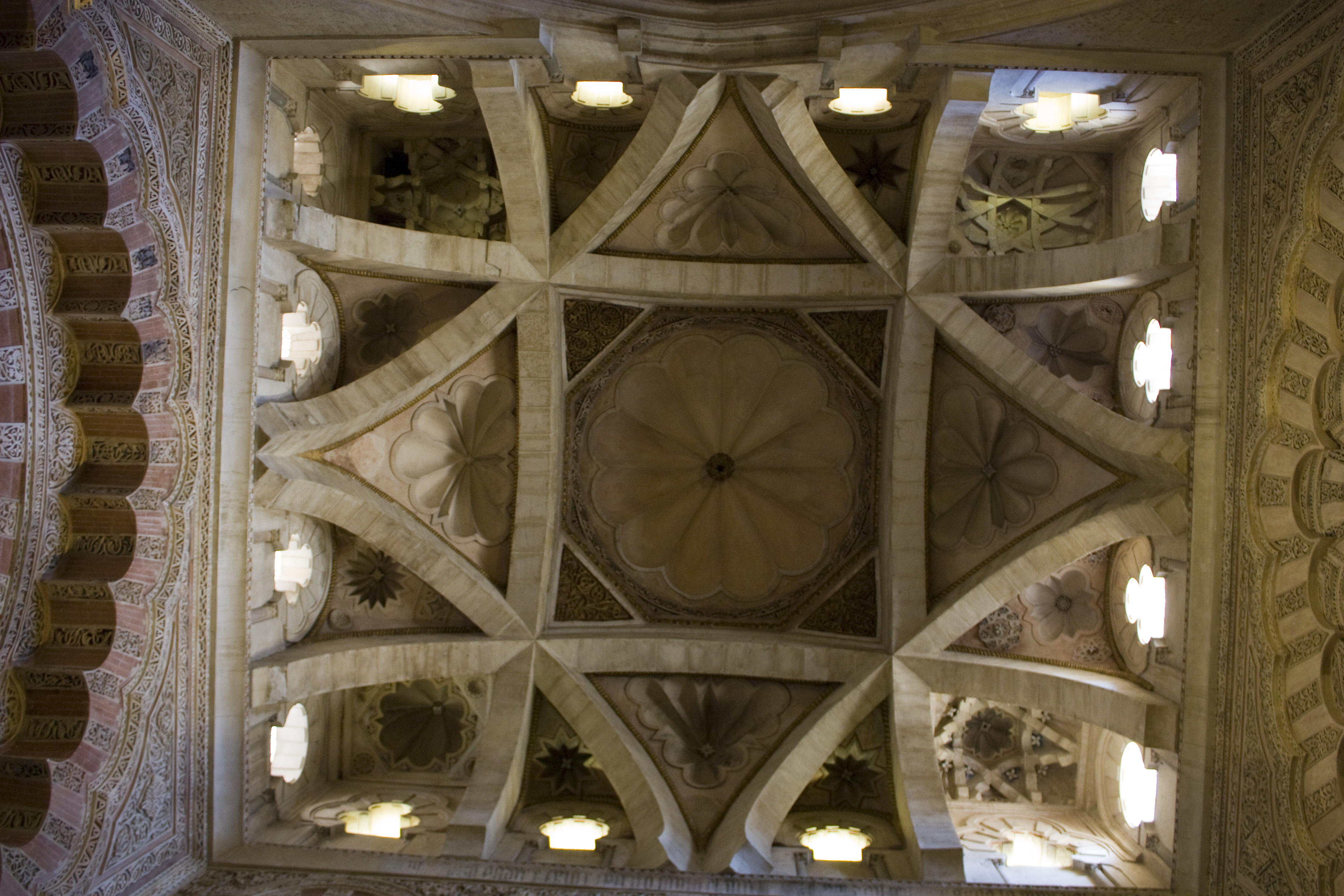
Каплиця Вільявісіози, Велика мечеть Кордови (962–965)
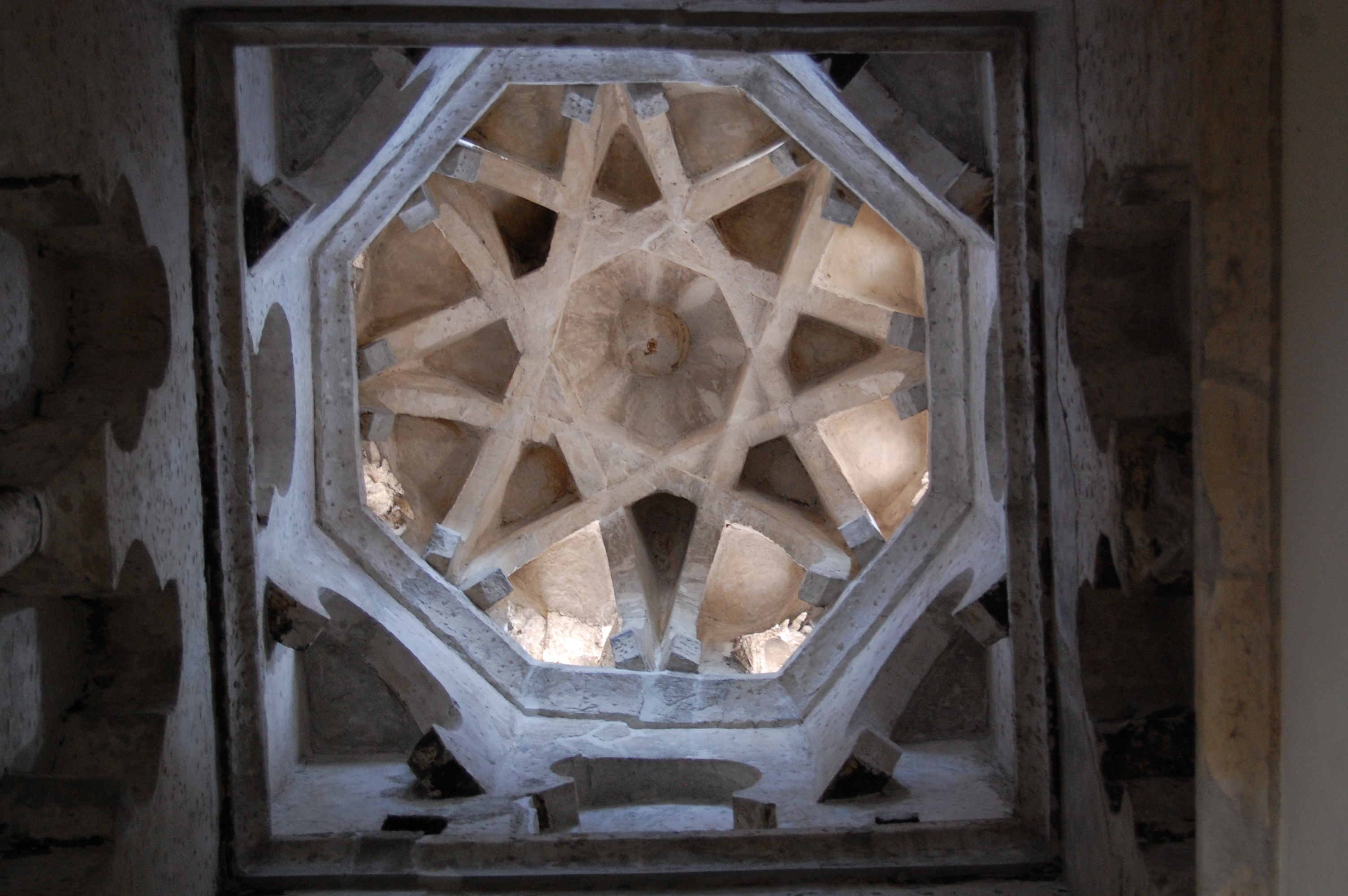
Мечеть Крісто де ла Луз, Толедо, Іспанія (бл. 1000)
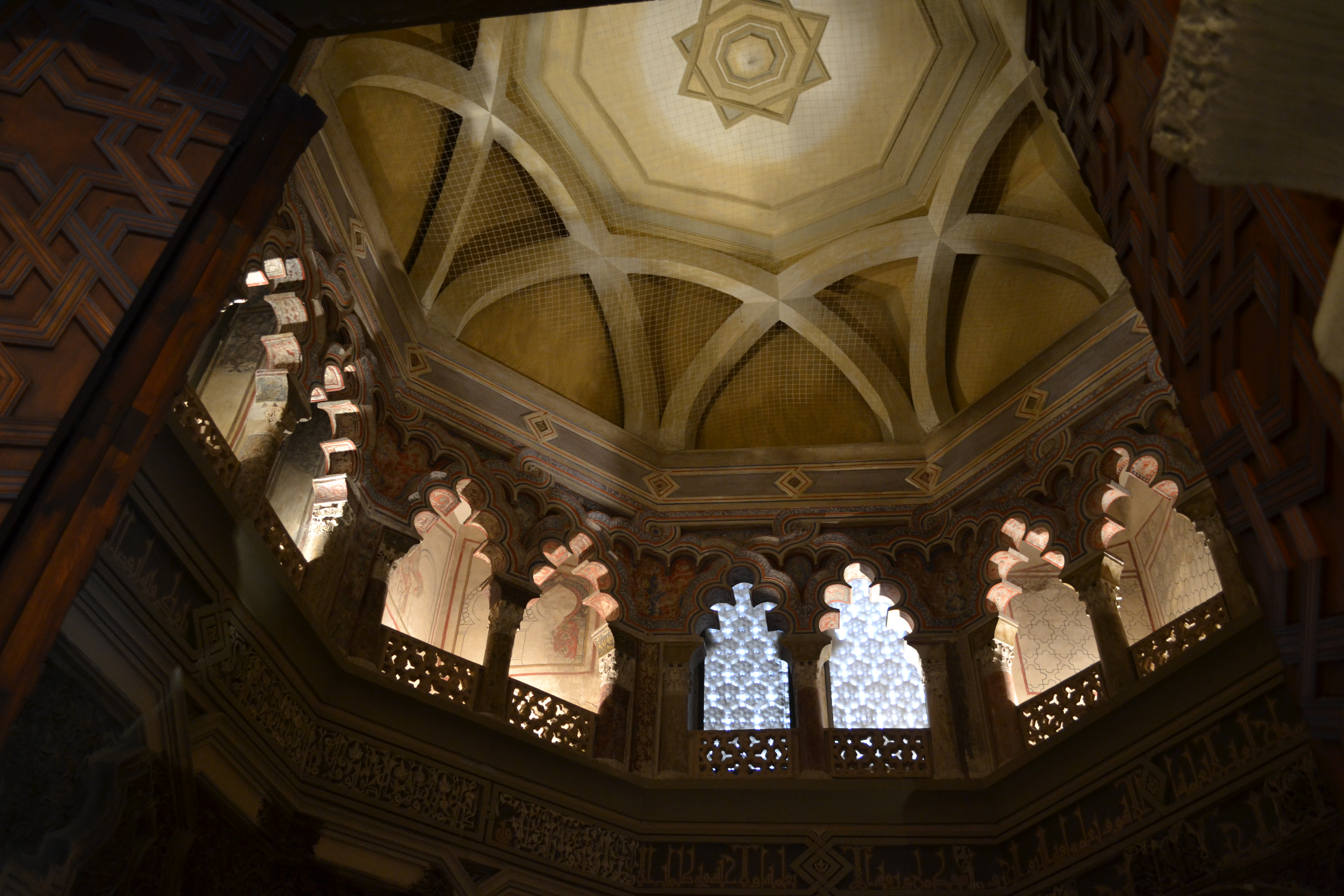
Альхаферія з Сарагоси (XI ст.)

### Романська архітектура
Нервюрне склепіння набуло подальшого розвитку в Північній Європі в XI столітті, коли будівельники шукали спосіб побудувати все більші кам'яні склепіння, щоб замінити дерев'яні дахи романських церков, які часто знищувалися пожежами. У романських соборах і церквах зазвичай використовувалося циліндричне склепіння із заокругленими арками, а також хрестове склепіння, яке використовувалося, коли два склепіння перетинались під прямим кутом, як у випадку перетину нави трансептом. Вага склепінь тиснула прямо на стіни внизу, що вимагало більш товстих стін і менших вікон.
Англійське королівство та Нормандське герцогство стали центрами архітектурних інновацій наприкінці XI століття. Ще до нормандського завоювання в 1066 році король Англії Едуард Сповідник запровадив романські риси у Вестмінстерському абатстві (1055–65). Вільгельм Завойовник побудував куполи абатства Сент-Етьєн у Кані зі своєрідним перехрещеним ребристим склепінням, зірчастим склепінням, у центральному ліхтарі. Abbaye-aux-Dames також у Кані було вкрите двома великими кам'яними склепіннями в 1080-х роках, що було одним із найперших випадків використання в Європі хрестових склепінь для покриття такого широкого проміжку.

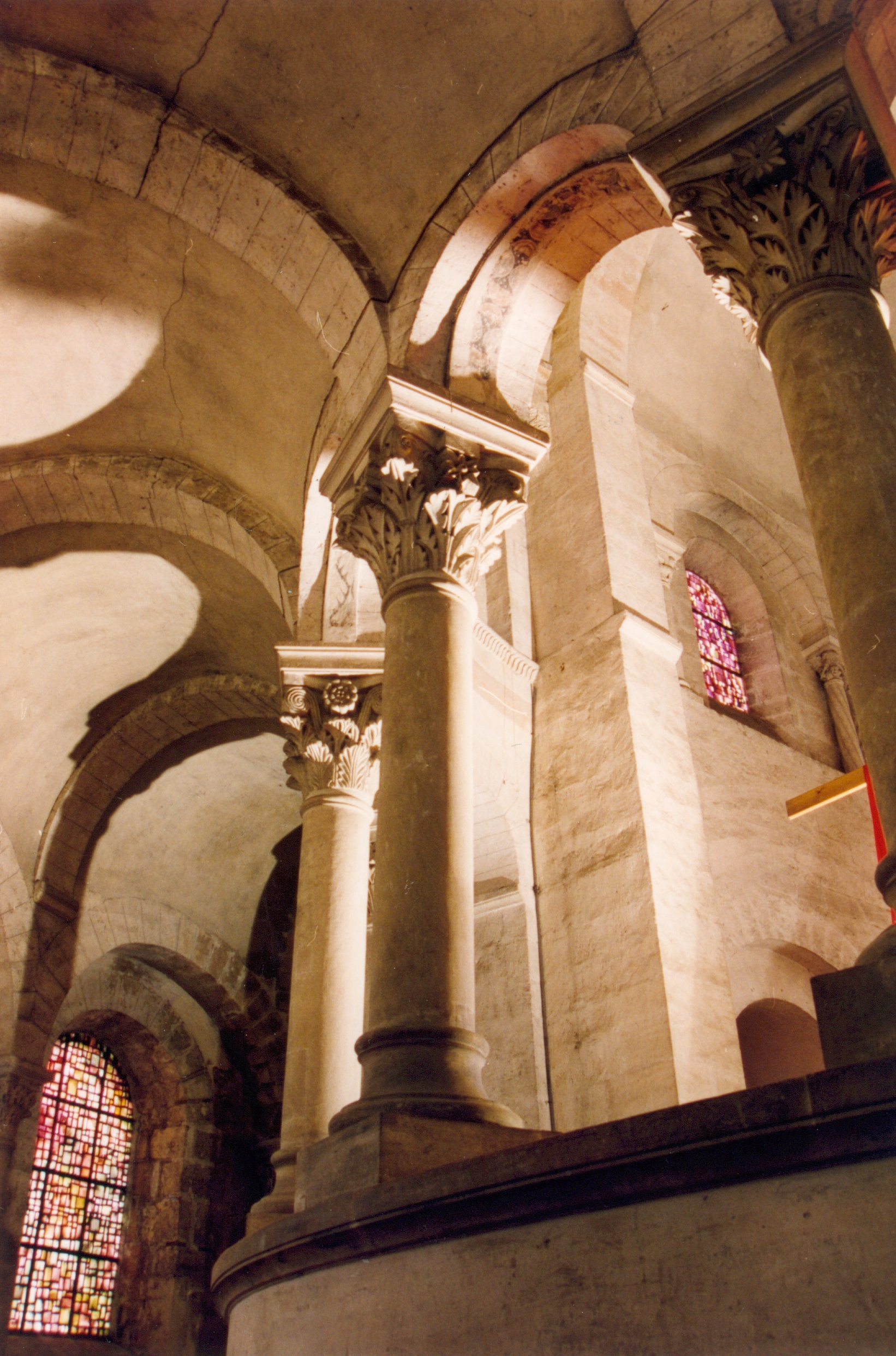
Романські склепіння Сен-Філібера де Турню (1008–1050)
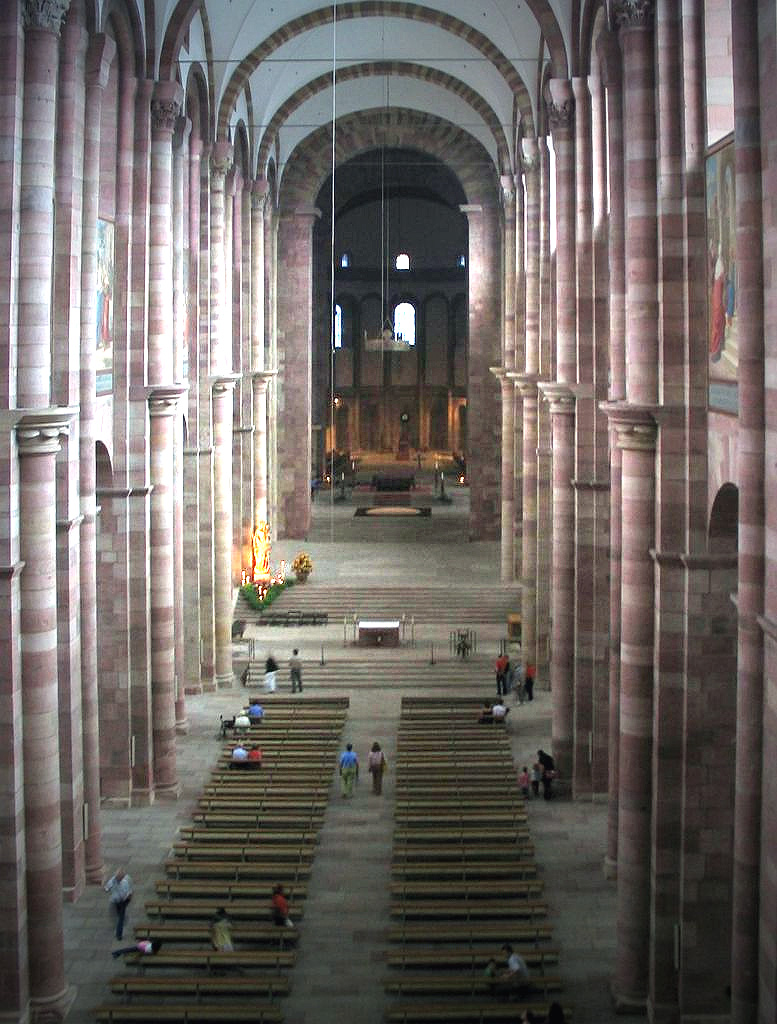
Романський неф і склепіння Шпаєрського собору (1082–1103)
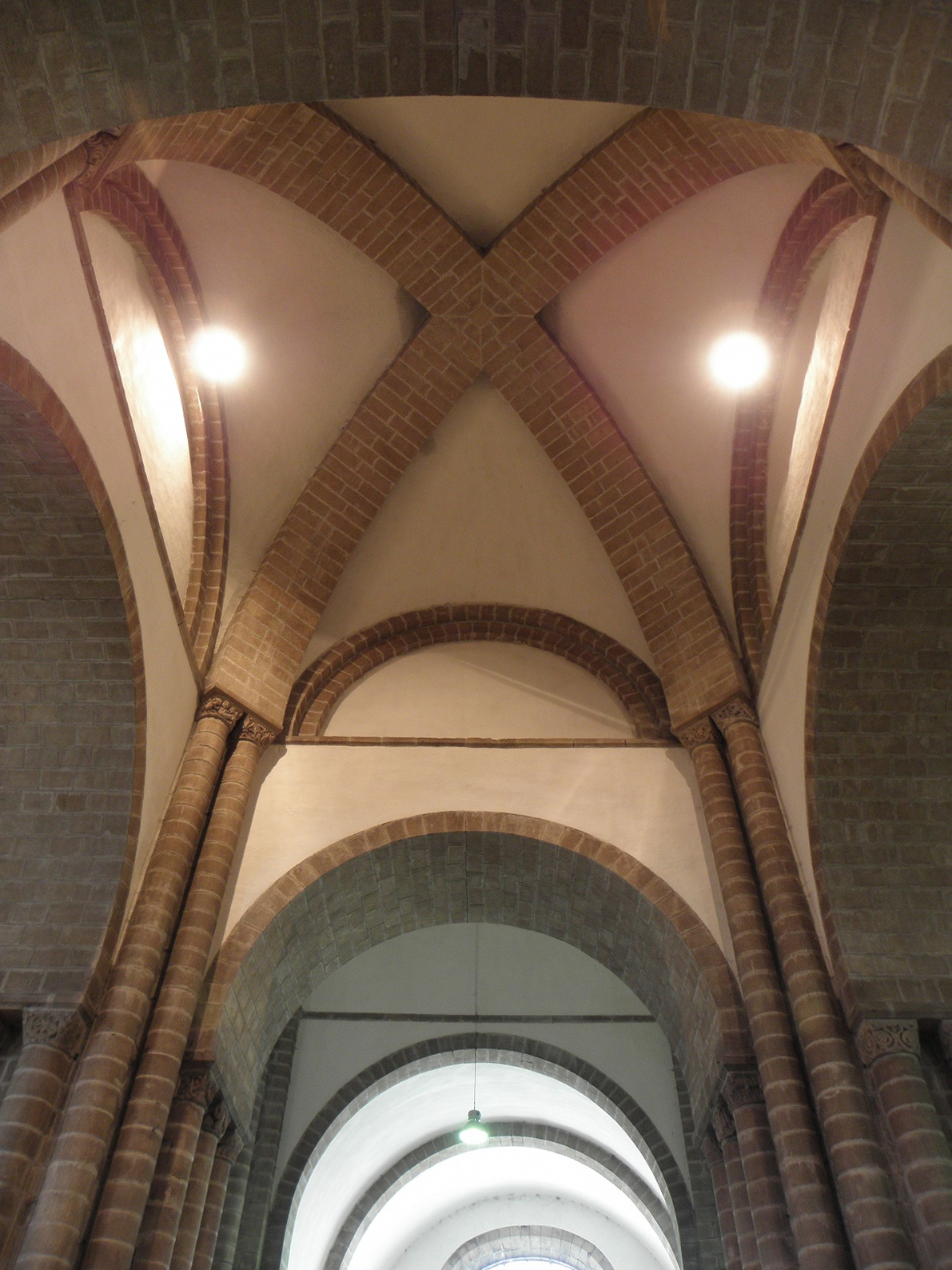
Пахове склепіння з ребрами в церкві абатства Сент-Круа в Кемперле, Бретань (1083)
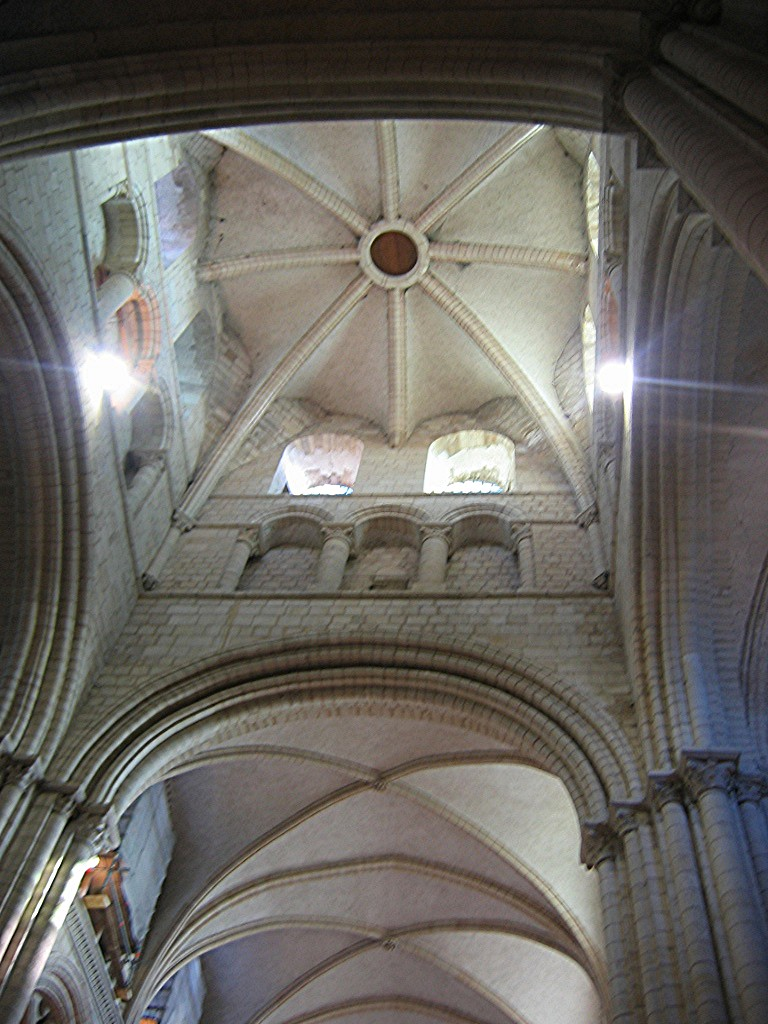
Зоряне склепіння, абатство Сент-Етьєн, Кан (1065–1166)
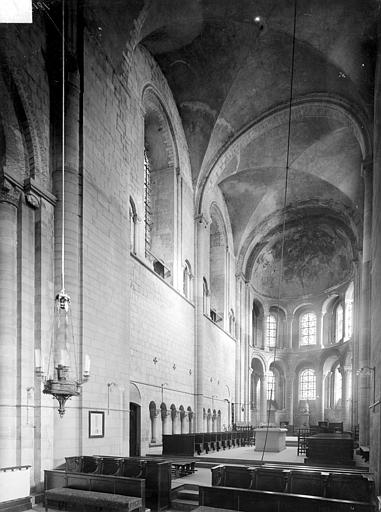
Пахові склепіння хору Abbaye-aux-Dames (1080-ті)

### Перехід до готичної архітектури
Приблизно в 1098 році романське абатство Лессей у Нормандії додало ранньоготичні ребристі склепіння на хорах, які покривали частини хору та нефа. Будівля була зруйнована під час Другої світової війни, але пізніше відновлена. Купол романської церкви Гробу Господнього в Кембриджі в Англії, будівництво якого розпочато в 1130 році, має ребра на куполі, хоча купол спирається на підвіски, і ребра були переважно декоративними. Романський Собор в Чефалу в нормандському Сицилійському королівстві, будівництво якого розпочато в 1148—1240 роках, має романське склепіння.

Перехід від романського стилю до готики можна побачити і в наві церкви Фонтенейського абатства (1147), де круглі арки стовбурових склепінь були замінені склепіннями зі злегка загостреними арками.

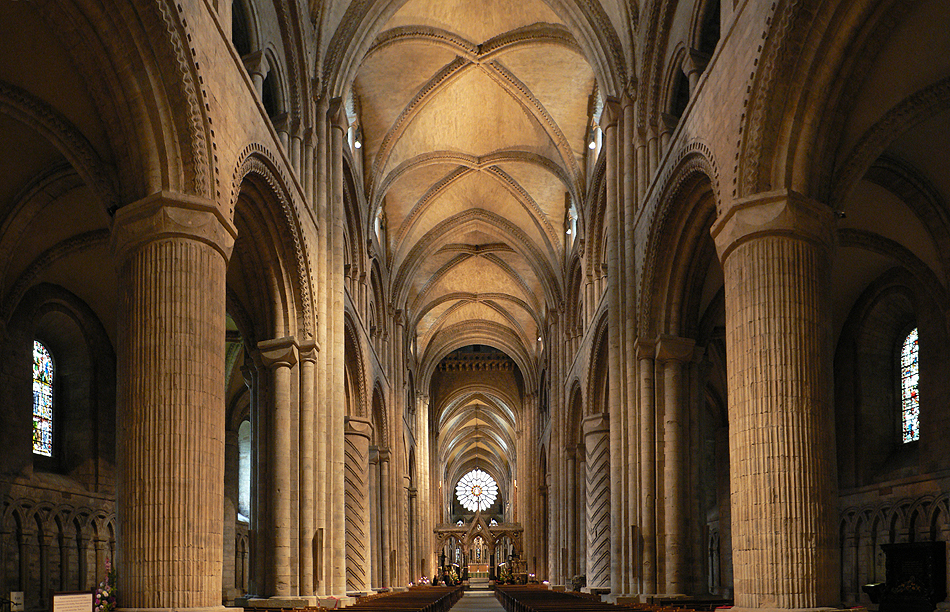
Неф Даремського собору, (1093–1135)
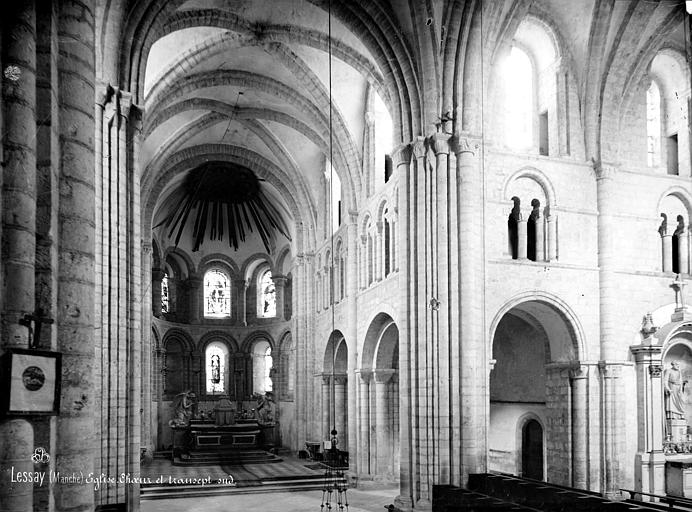
Раннє ребристе склепіння в східному кінці абатства Лессей, Нормандія (приблизно 1098) (фото до Другої світової війни)
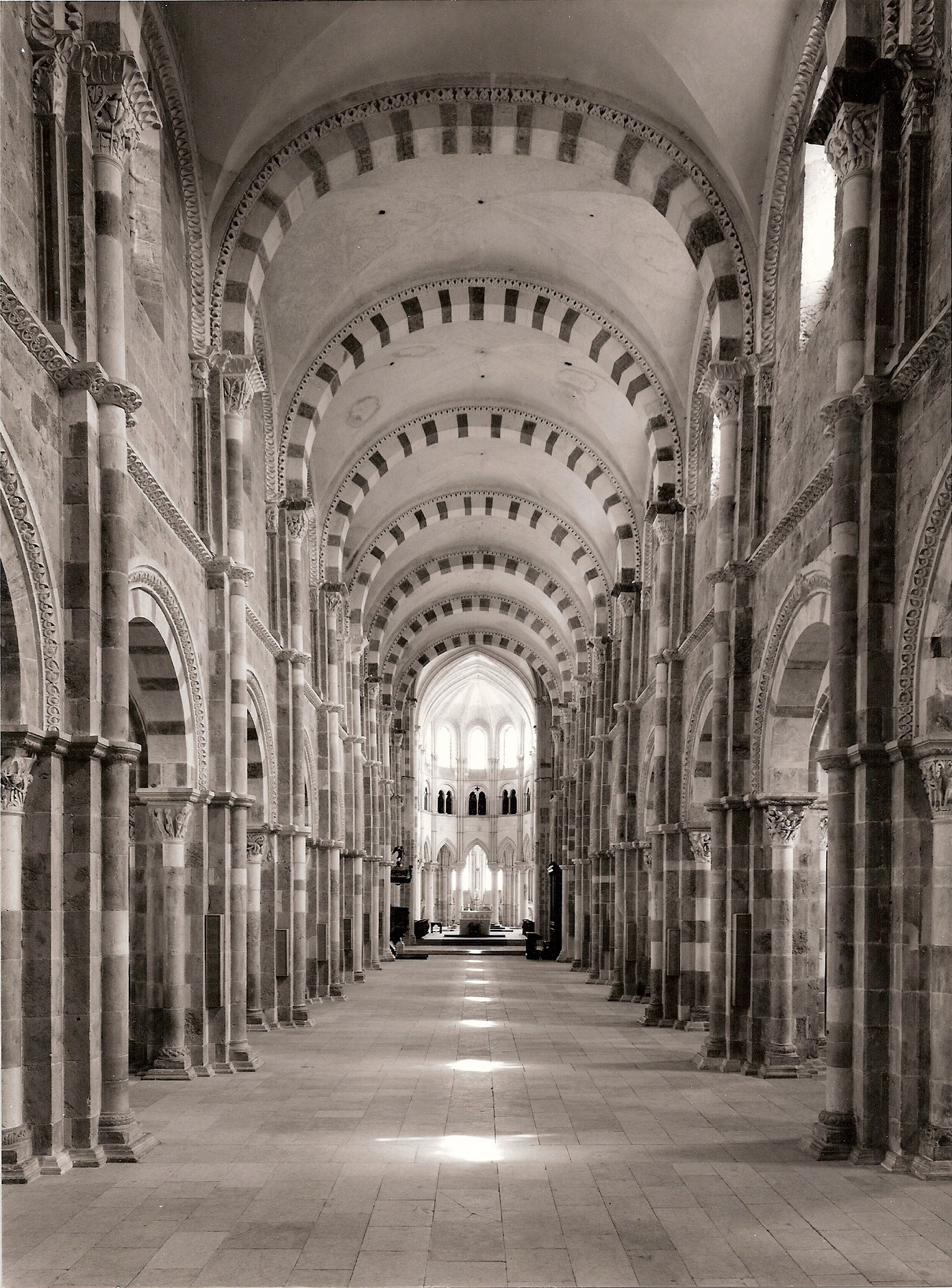
Неф абатства Везале (1104–1132) з романськими склепіннями в наві (на передньому плані) та готичними ребрами на хорах (на задньому плані)
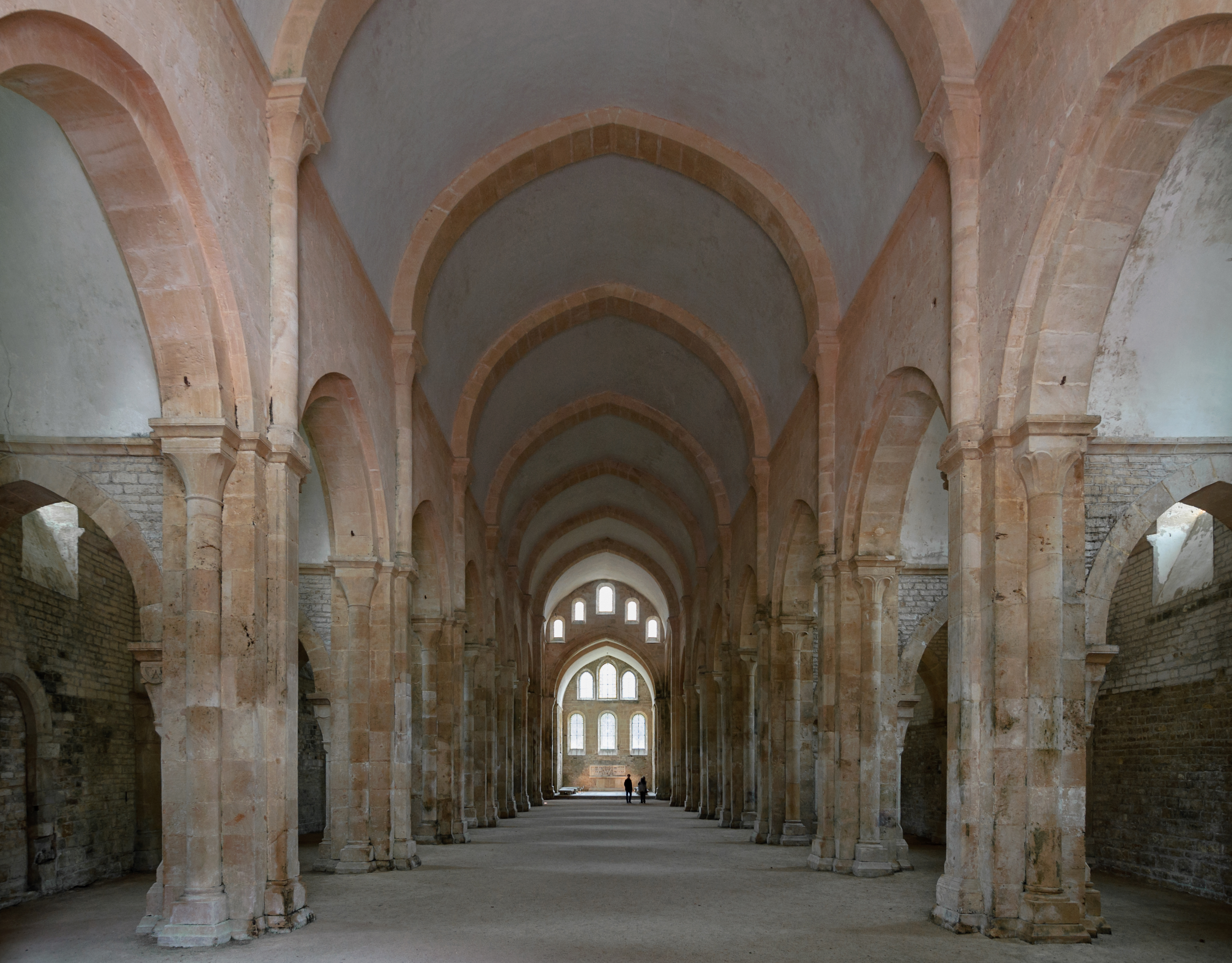
Склепінчаста церква абатства Фонтеней (1130–1147)
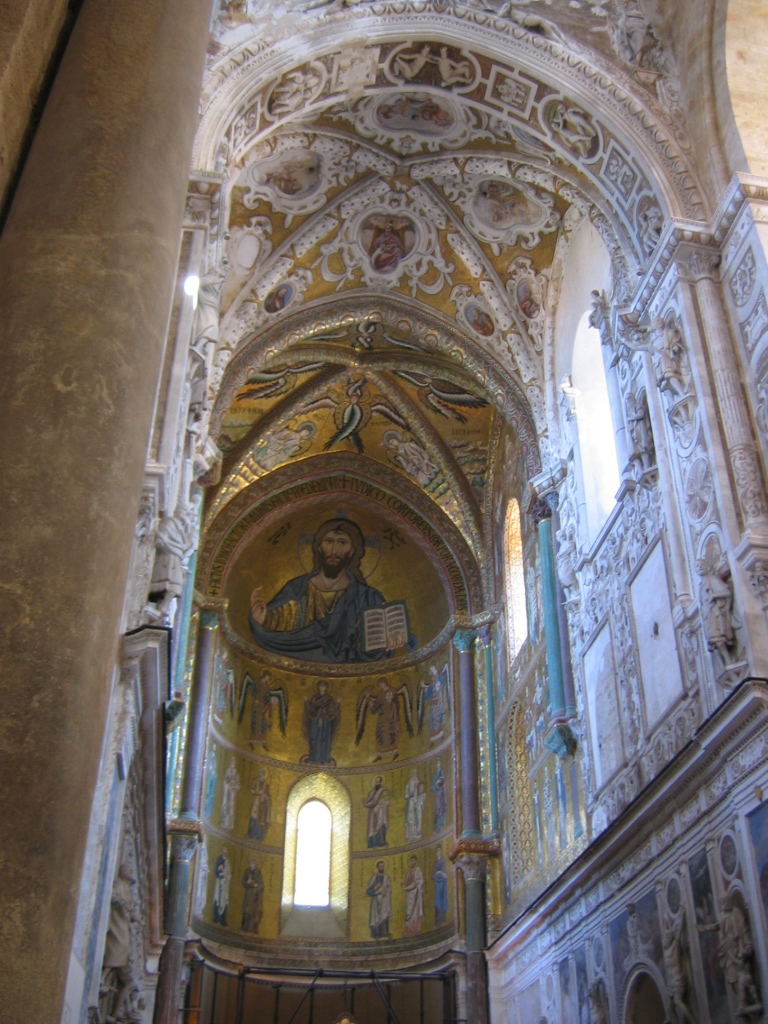
Нормансько-романські склепіння в хорі собору Чефалу (1148–1240)

### Шестинервюрне склепіння
У шестинервюрному склепінні простір розділений тонкими кам'яними ребрами на шість відділень. Проміжні нервюри, що перетинали склепіння по діагоналі, утворювали стрілчасті арки, а також була додаткова проміжна стрілчаста арка, яка перетинала склепіння впоперек. Оскільки усю вагу несли на собі ребра, панелі склепінь були виготовлені з невеликих шматочків каменю та були набагато легшими, ніж традиційні циліндричні (напівциркульні)  склепіння. 

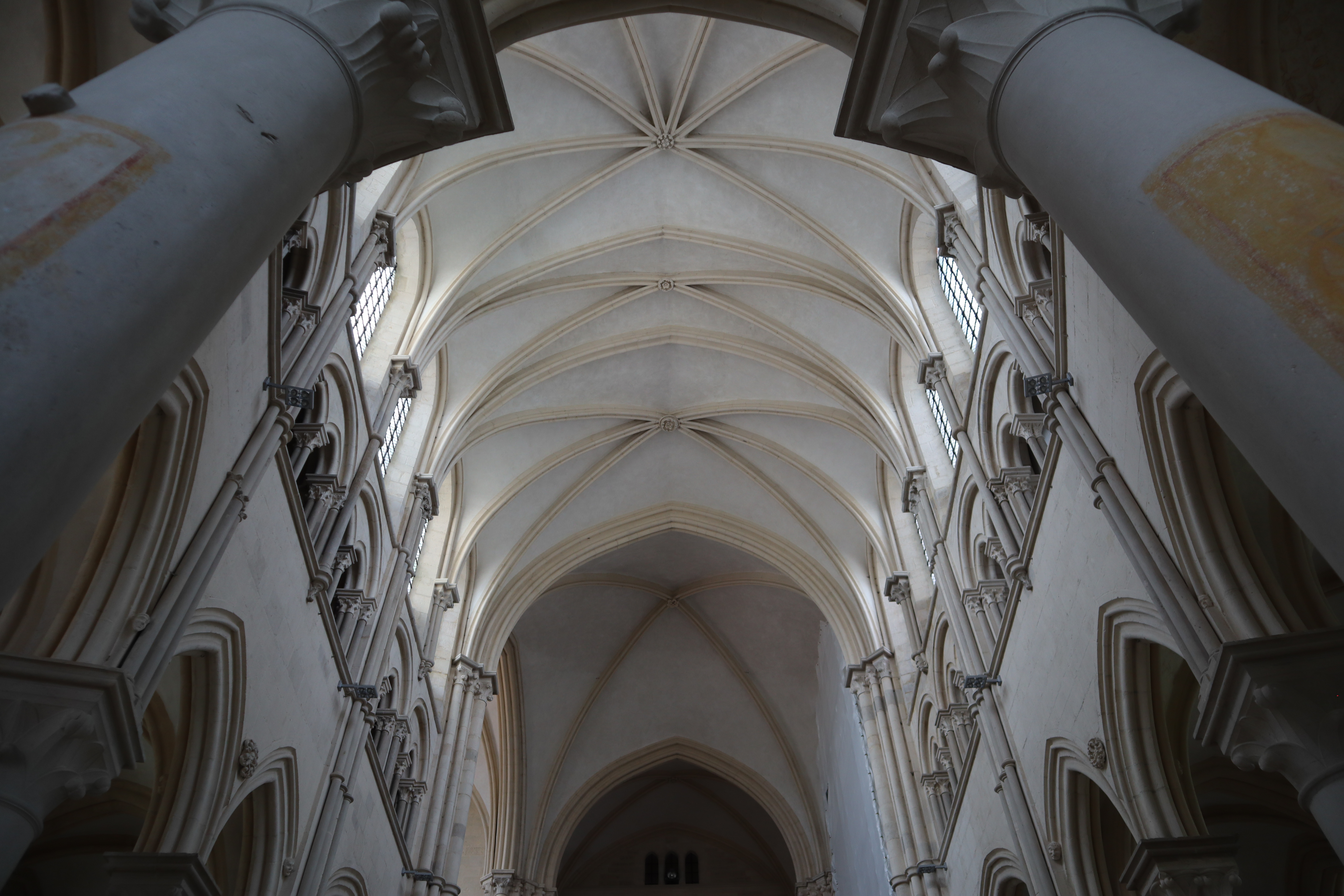
Шестидільні нервюрні склепіння в нартексі абатства Везле (1132 р.)
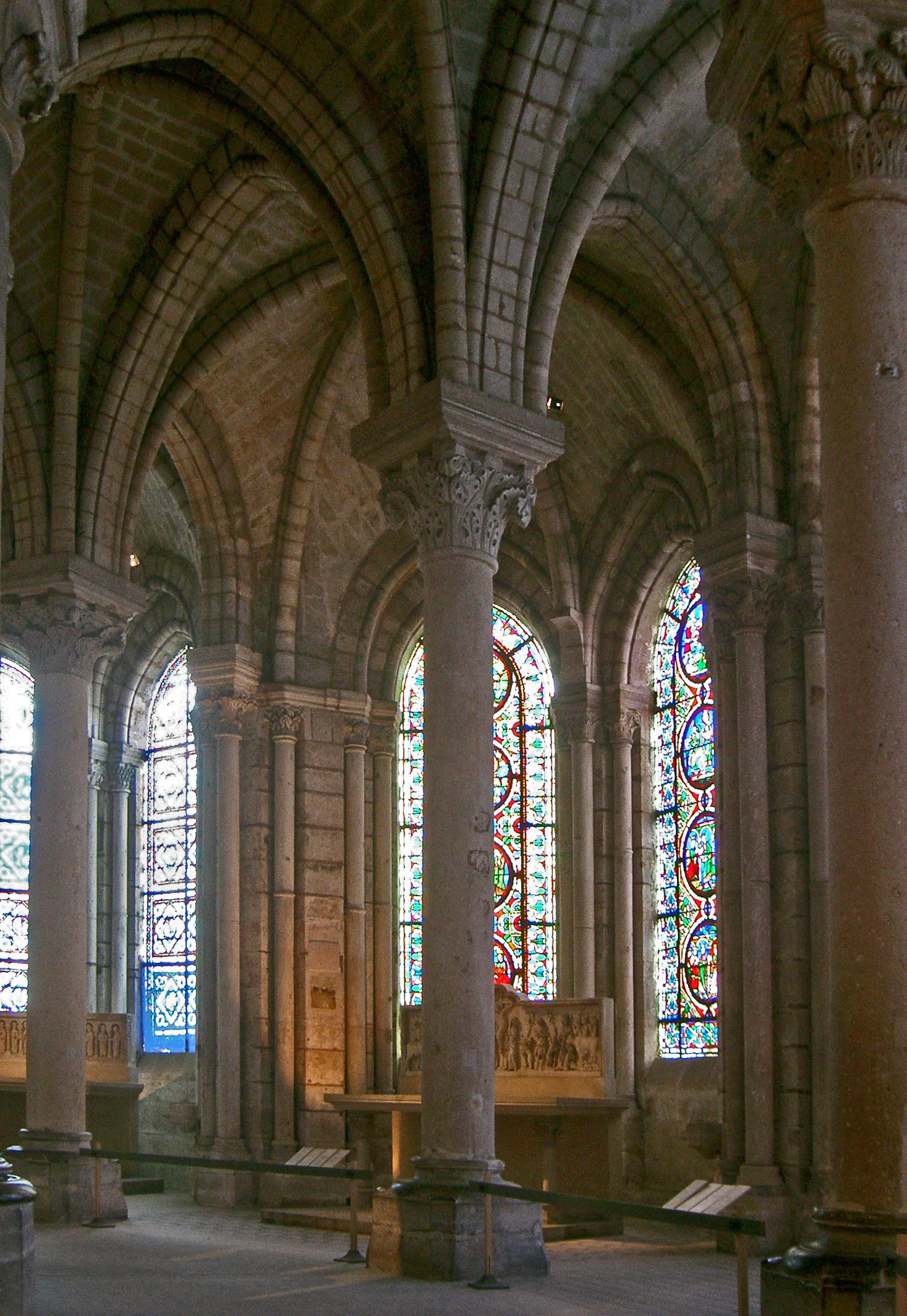
Амбулаторія базиліки Сен-Дені (завершено 1144)
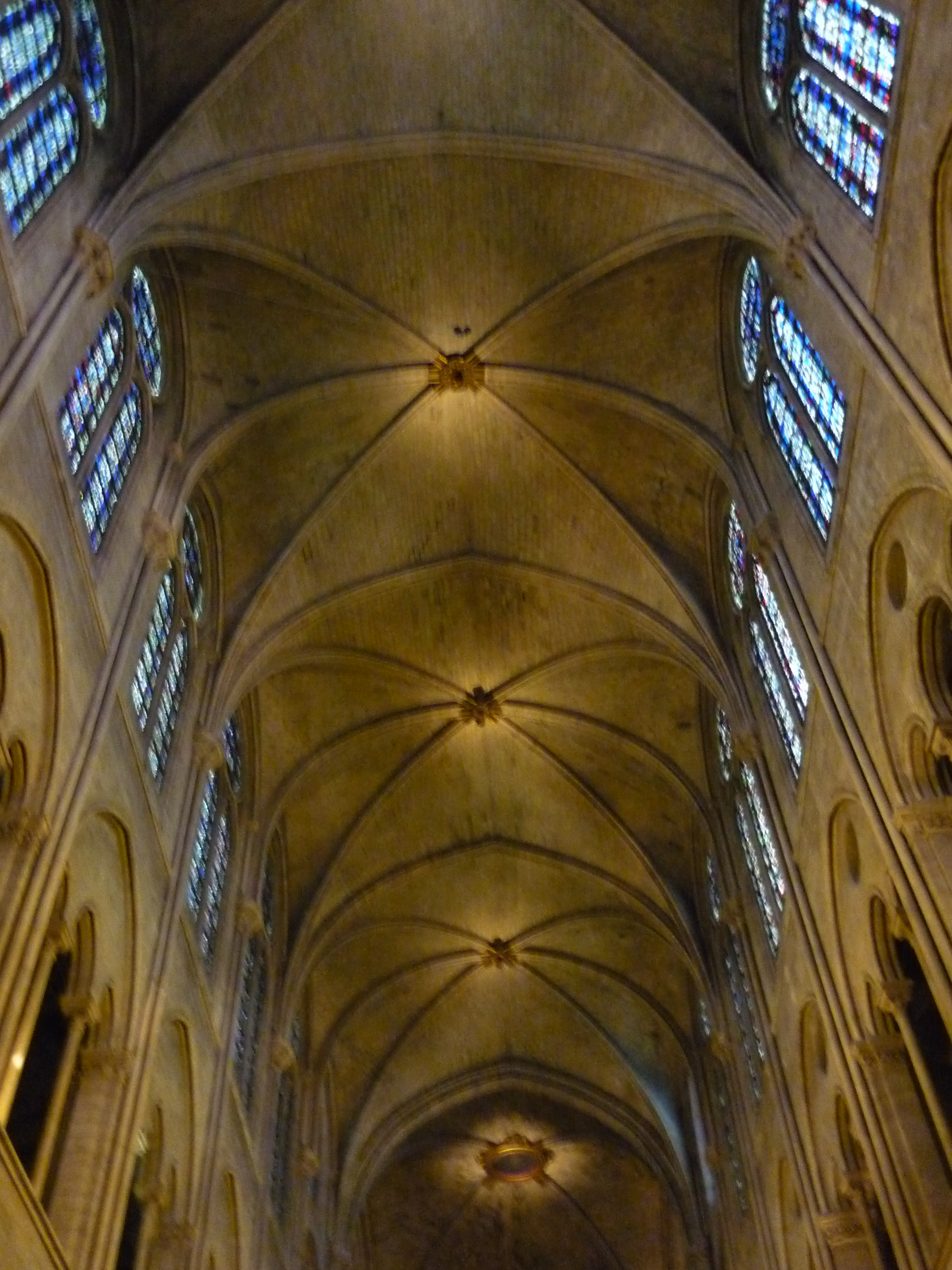
Шестичасткові нервюрні склепіння стелі нефа собору Нотр-Дам де Парі (1163–1345)
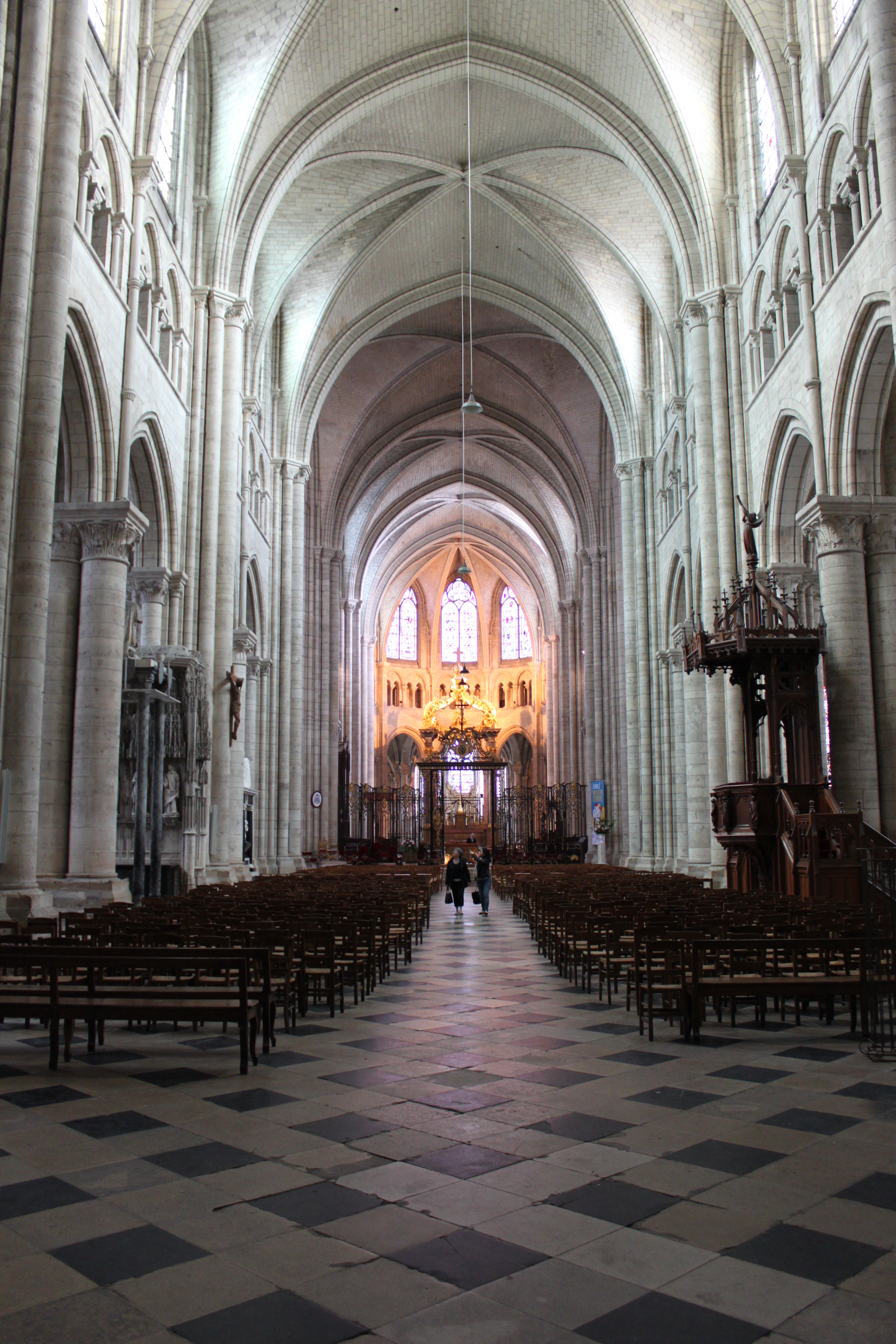
Роздільні нервюрні склепіння в Санському соборі (1135–1164)
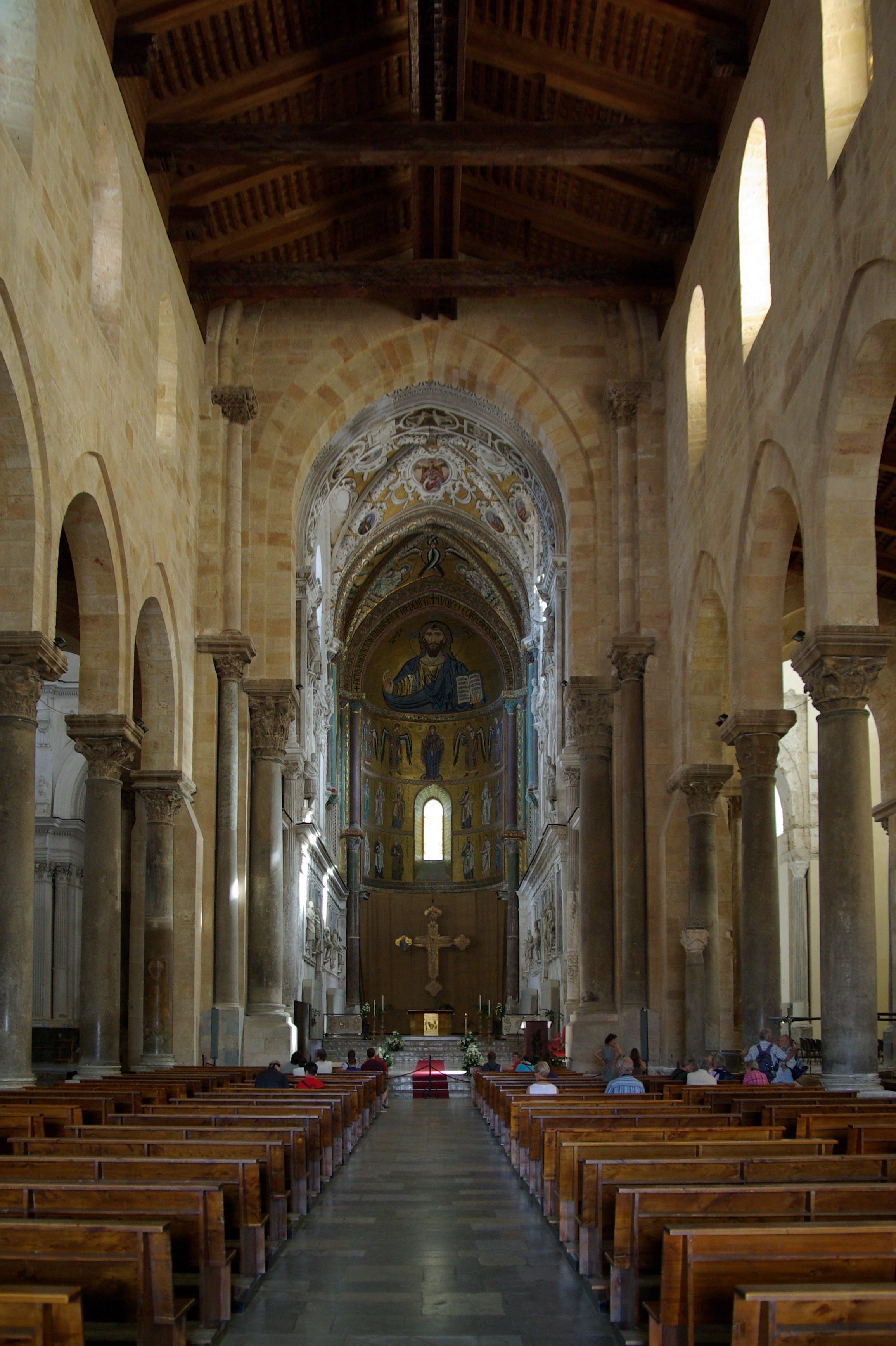
Собор Чефалу (1131–1240 рр.), з ребристим склепінням у вівтарі на східному кінці

## Будівництво

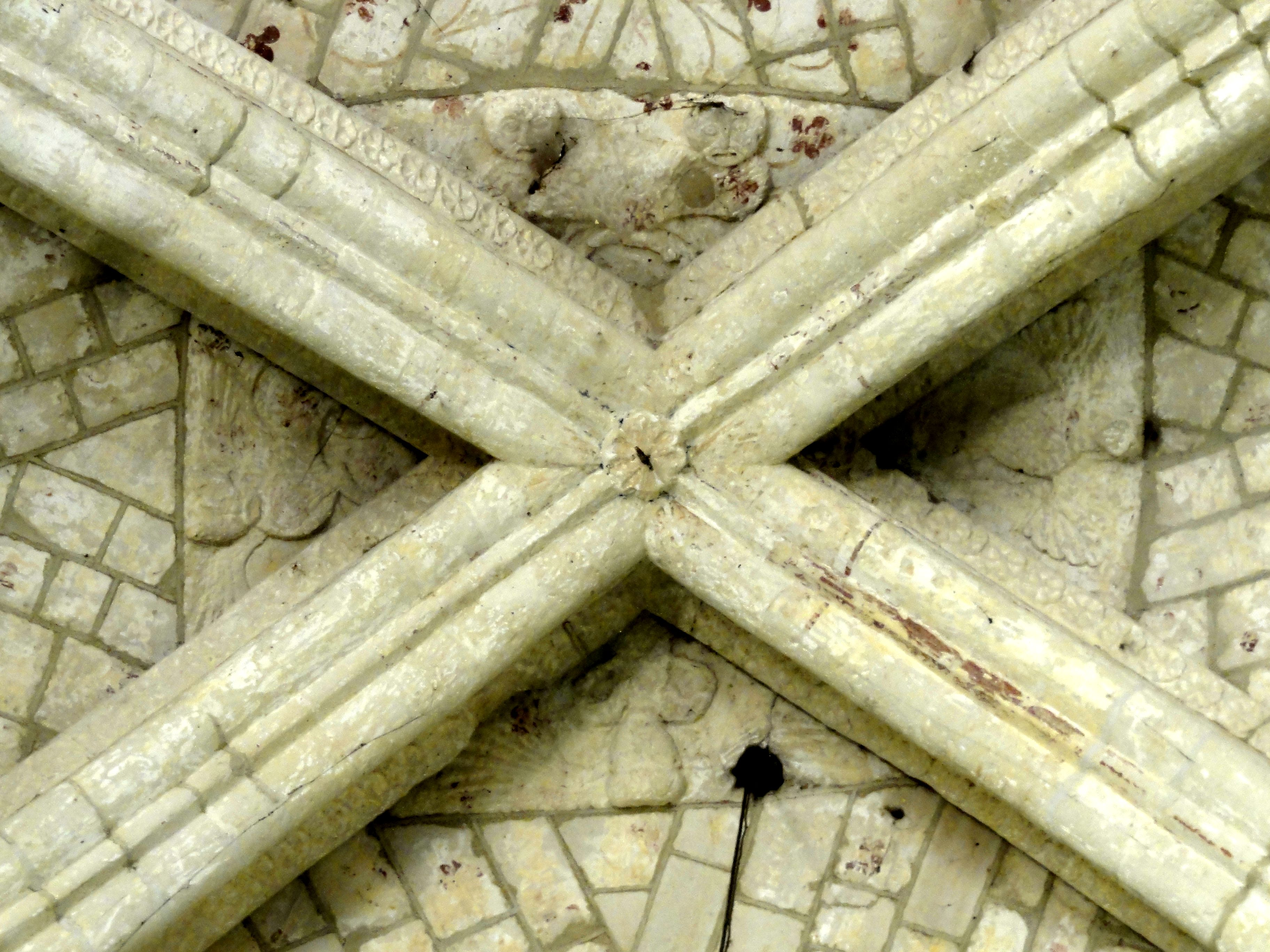
Замковий камінь склепіння Церква Нотр-Дам у Моріенвалі, Уаза, (XII століття)

Першим етапом спорудження склепіння були дерев'яні риштування до рівня верху опорних колон. Далі на вершині риштувань споруджували дерев'яну раму у точній формі нервюр (фр. nervures). Потім кам'яні сегменти ребер акуратно закладали в каркас і з'єднували розчином. Коли всі ребра були на місці, в місці їх сходження на вершині вставлявся замковий камінь. Коли наріжний камінь був на місці, ребра могли стояти окремо, підтримувані своєю вагою, що тиснула вниз і назовні. Потім робітники заповнили відсіки між ребрами невеликими підігнаними шматками цегли або каменю. Каркас знімали. Кладка відсіків була близько 15 см товщиною. Після завершення обробки відсіків їх внутрішню поверхню штукатурили, а потім фарбували.
Будівництво середньовічного ребристого склепіння було складною операцією, в якій брала участь бригада спеціалістів. Серед мулярів були тесачі (фр. taileurs), хто тесав камінь (фр. poseurs), хто поставив каміння на місце; і укладчики (фр. morteliers), які з'єднував шматки розчином. Ці майстри працювали разом із теслями, які будували складні риштування та моделі.